# Lough Gill
Lough Gill (irisch Loch Gile, „weißer See“) ist ein Süßwassersee im Nordwesten Irlands, der etwa zwei Kilometer östlich von Sligo liegt. Größtenteils befindet sich der See im County Sligo, lediglich ein kleiner Teil im Osten gehört zum County Leitrim. Im Westen liegt der Cairns Hill.
Er bedeckt eine Fläche von etwa 13 km² und ist acht Kilometer lang und zwei Kilometer breit. An seiner tiefsten Stelle ist er etwa 31 m tief. Durch den Fluss Garavogue wird er entwässert.
Etwa 20 Inseln befinden sich im See. Die bekanntesten sind Church Island, Cottage Island (auch: Beezie’s Island) und die Isle of Innisfree.
Bekannt ist der See aus dem Gedicht The Lake Isle of Innisfree von William Butler Yeats.

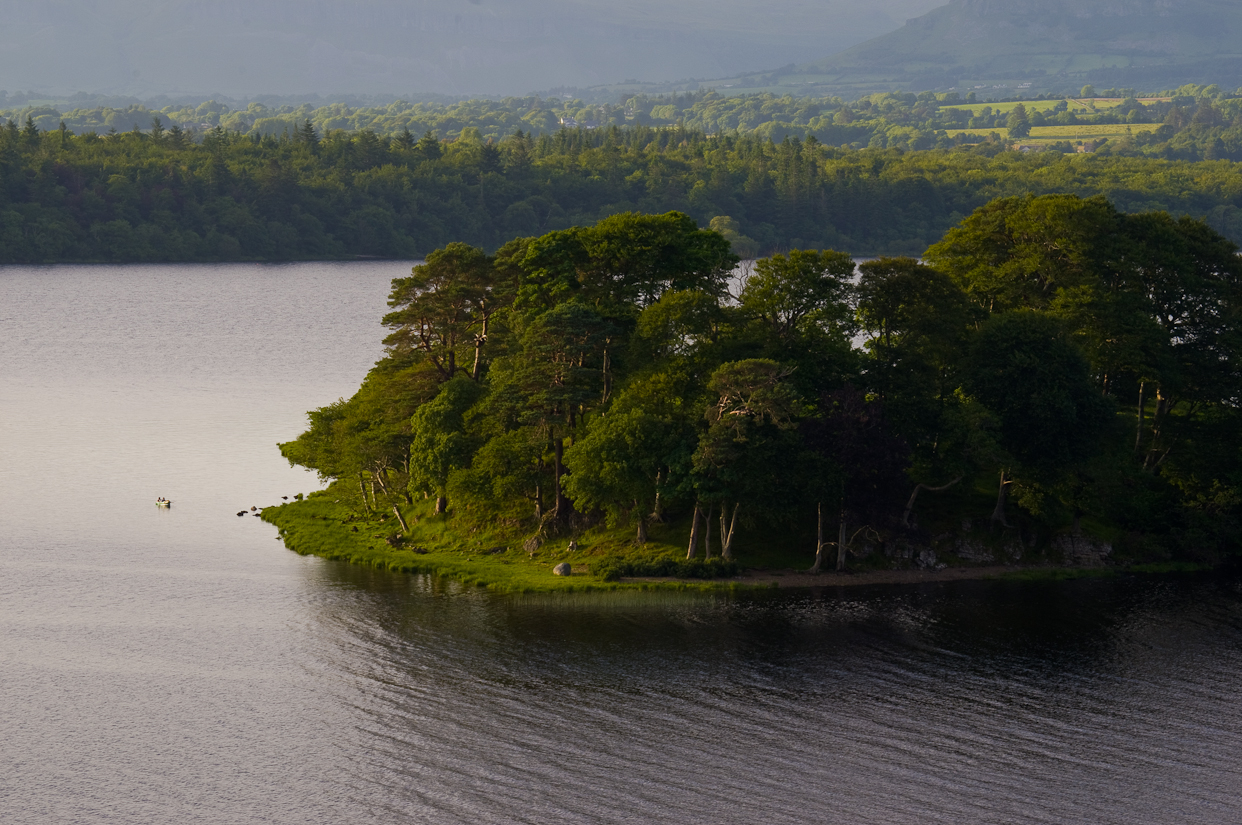
Cottage Island (auch: Beezie’s Island)

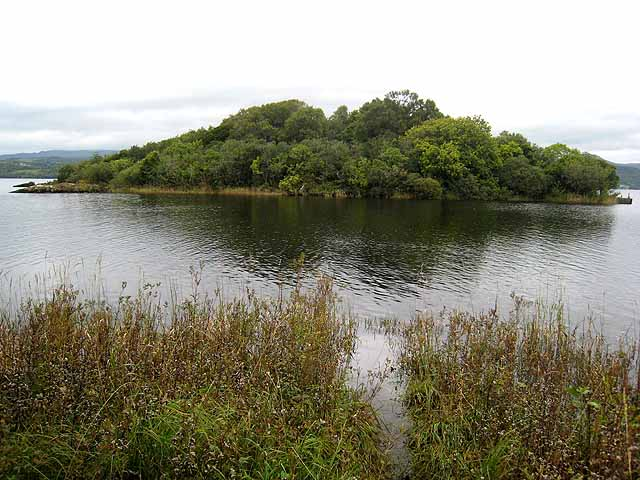
Isle of Innisfree

## Schutzgebiet
Ein Teil des Lough Gill ist als Special Area of Conservation ein FFH-Gebiet wegen der umgebenden Auenwälder und dem Grünland. Während bis in das späte Mittelalter Mischwälder den See umgaben, sind es heute Eichen-, Eschen- und Weidenwälder. Hier wächst das nördlichste Exemplar eines Westlichen Erdbeerbaums.
Am Seeufer und in der Umgebung finden sich mehrere seltene Pflanzenarten, darunter Fichtenspargel (Monotropa hypopitys), der Frauenmantel (Alchemilla glaucescens), der Efeu-Sommerwurz (Orobanche hederae), der Gemeine Schmerwurz (Tamus communis), das Mittlere Wintergrün (Pyrola media) und das Vogel-Nestwurz (Neottia nidus-avis).
Es ist auch die Heimat von seltenen oder geschützten Tierarten: Meerneunauge, Flussneunauge, Bachneunauge, Dohlenkrebs, Atlantischer Lachs und Fischotter.
Eine kleine Kolonie von Flussseeschwalben brütet auf den Inseln des Sees. Auch Eisvögel sind auf dem See zu finden.

## Umgebung
Die Megalithanlage Magheraghanrush und das Court Tomb von Carrownagh deuten auf eine frühe Besiedlung um den See herum hin.
Nahe dem See befinden sich die Ruine des Killiney Towers, das Hazelwood House und das Parke’s Castle. Südlich davon liegt Drumcondra Castle.

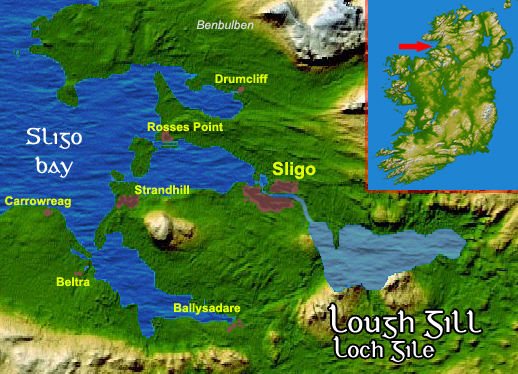
Lage von Lough Gill südöstlich von Sligo

## Name
In den Dindsenchas wird der Name wie folgt dargestellt:

„Bright Gile, Romras Tochter, der jeder Hafen bekannt war, der breite See trägt ihren Namen, um seinen Ausbruch von einst zu bezeichnen.
Die Jungfrau ging in einem Auftrag des Stolzes, der die edlen Heerscharen zum Schweigen gebracht hatte, um in der Gischt an der klaren, mit Sand übersäten Quelle zu baden.
Während das bescheidene Mädchen sich in dem ruhigen Wasser des Teiches wusch, erblickt sie auf der Ebene der hohen Omra eine Eiche, die lüstern und roh ist.
Als die edle Jungfrau ihren Geliebten herankommen sah, schämte sie sich: sie steckte ihr Haupt unter die Feder dort: die flinke Jungfrau ertrank.
Ihre Amme kam, beugte sich über ihren Körper und setzte sie dort in der Quelle nieder; während sie sich heftig nach Gile sehnte, verliebte sie sich in einen Wahnsinn für das Mädchen.
Als die Tränen in schmerzlichem Schmerz um das Mädchen flossen, stieg die mächtige Quelle über ihr auf, bis es ein großer und stürmischer See war.
Loch Gile ist nach dieser Begegnung nach Gile, der Tochter von Romra, benannt: Dort starb Omra an der stämmigen und lustvollen Romra. Romra starb vor lauter Kummer auf dem schönen Hügel: von ihm heißt der edle Carn Romra, und Carn Omra von Omra, das beschämte Loch. Gile hier ist nach Gile, Romras Tochter, benannt.“